# Саїф бін Султан II
Саїф бін Султан II (араб. سيف بن سلطان الثاني‎; бл. 1706 — 20 червня 1743) — імам Оману в 1718—1719, 1720—1722, 1723—1724 і 1728—1742 роках.

## Життєпис
Походив з династії Ярубідів. Син імама Султан бін Саїфа II. Народився близько 1706 року. У 1718 році після смерті батька спадкував владу. Проте улеми були незадоволені тим, що посада імама перейшла до неповнолітнього хлопця. Тому 1719 року новим імамом улеми оголосили внучатого стрийка Саїфа — Муганну. Проте вожді племен підтримали Саїфа бін Султан II. В наступній війні 1720 року завдяки Яарабу бін Більарабу останній відновився на троні, але фактична влада зосередилася в Яараба, який у 1722 році захопив владу. Але проти нього повстав Більараб бін Насир, який відновив Саїфа на троні, а сам став хранителем (регентом).
Втім в цей час поглибився розбрад між сунітами й ібадітами, до останніх належав імам. У 1723 році повстав сунітський клан аль-Гафірі з племені нізар на чолі із Мухаммадом ібн Насиром, який 1724 року повалив Саїфа бін Султана II. Але того підтримало єменське плем'я бану-хіна на чолі з Халяфом ібн Мубараком, що повстало проти Мухаммада ібн Насира.
У 1728 році протистояння імама Мухаммада ібн Насира (контролював внутрішні райони) і Халяфа ібн Мубарака (контролював Маскат і узбережжі) закінчилося. Вони обидва загинули в запеклій битві при Сухарі. Це дозволило Саїфу знову зайняти трон. Але він не мав авторитет, щоб примирити клан аль-Гафірі і плем'я бану-хіна. Зрештою аль-Гафірі виступило проти імама. Водночас активно відновлював вплив Оману в Східній Африці, у 1729—1730 роках відновив владу в портах південного Сомалі, Момбасі, на острові Пемба на африканському узбережжі навпроти.
У 1732 році Саїф бін Султан II був звинувачений у відступі від норм шаріату і був відсторонений від влади радою улемів і шейхів. Новим імамом оголосили Більараб бін Хім'яр. Але Саїф не визнав цього рішення і звернувся за підтримкою до белуджів Мекрану, втім все одно зазнав поразки. Зрештою під його влдаою залишилася прибережна територія з містами Маскат, Сухар і Бурка. Сам Саїф отаборивсяврустаці, де вів гультяйській спосіб життя, зловживаючи вживанням ширазького вина.
1737 року перський володар Надір Шах вирішив скоритатися цим розгардяжем, щоб підкорити Оман. Спочатку було завдано поразки оманському флоту. Потім перси під орудою Латіф Хана висадилося біля Сухара. У 1738 році, побоюючись того, що перси завоюють Оман, Саїф бін Султан II і Більараб бін Хім'яр домовилися спільно боротися із загарбниками, приц ьому останній відмовився від титулу імама. Це дозволило оманському війську завдати поразки Латіф Хану в битві біля Маскату і зрештою вигнати загарбників.
Але незабаром проти Саїфа бін Султана II виступило більшість його власного роду, які оголосили імамом Султана ібн Муршида. Обложений в Маскаті ворогом Саїф бін Султан II закликав на допомогу персів. Натомість визнав зверхність Надір Шаха та зобов'язався сплачувати йому данину. Перські війська прийшли на допомогу і звільнили Маскат від облоги. Після цього вони спробували підпорядкувати Оман. Вони зайняли Джульфар, форти Аль-Джалалі та Аль-Мірані біля Маскату. 1743 року бої тривали біля Сухару. В цей час помер Саїф бін Султан II. Султан бін Муршид продовжив боротьбу.